# Kadumaneuh
Kadumaneuh is een bestuurslaag in het regentschap Pandeglang van de provincie Banten, Indonesië. Kadumaneuh telt 2144 inwoners (volkstelling 2010).